# Super!
Super! é um canal de televisão italiano pertencente ao DeA Broadcast. A rede foi lançada em 1 de setembro de 2010 sob o nome DeA Super! no canal 625 da empresa de TV por assinatura Sky. Desde 18 de março de 2012, seu sinal está presente na cadeia de televisão digital terrestre da Itália, sob o canal 47, culminando na mudança do título para o atual; seu sinal na supracitada empresa tornou-se free-to-view.

## Programas
- Atomicron
- Get Blake!
- Sam & Cat
- Zoey 101
- Fanboy and Chum Chum
- SciGirls
- Hover Champs
- Dream High
- Talent High School - Il sogno di Sofia
- SpongeBob SquarePants
- Detective Conan
- Drama
- Egyxos
- Teenage Mutant Ninja Turtles
- The Powerpuff Girls
- Totally Spies!
- Sanjay e Craig
- iCarly
- The Thundermans
- Manual de Sobrevivência Escolar do Ned
- The Band
- Identikids
- Camilla Store
- Harvey Beaks
- Julie e os Fantasmas
- Miraculous: As Aventuras de Ladybug
- The Loud House
- Lab Rats
- Pham Viet Dung
- Phan Viet Dung